# شهرستان شحن
ناحیهٔ شحن (به عربی: مدیریة شحن) یک ناحیه در یمن است که در استان مهره واقع شده‌است.
ناحیهٔ شحن ۳٬۱۵۲ نفر جمعیت دارد.